# Karl Friedrich Appel
Karl Friedrich Appel (* 12. Januar 1868 in Hanau; † 10. Juni 1935 ebenda) war ein deutscher Musiker und Abgeordneter des Provinziallandtages der Provinz Hessen-Nassau.

## Leben
Karl Friedrich Appel wurde als Sohn des Kettenfabrikanten Johann Georg Appel und dessen Gemahlin Sabine Bernhardine Petry geboren. Nach seinem Schulabschluss erhielt er bei auswärtigen Musikern eine umfassende musikalische Ausbildung. 1891 nach Hanau zurückgekehrt, übernahm er die Leitung verschiedener Gesangvereine. Schließlich wurde er am Lyzeum in Hanau Gesangslehrer. Von 1900 ab betätigte er sich als Oratorien- und Konzertsänger und gründete zusammen mit Heinrich Appium die Musikakademie Hanau, deren Direktor er war.
Appel ging in die Politik, wurde Mitglied der Deutschen Demokratischen Partei und erhielt 1921 ein Mandat für den Kurhessischen Kommunallandtag des preußischen Regierungsbezirks Kassel. Im Provinziallandtag der Provinz Hessen-Nassau war er Mitglied des Rechnungsprüfungsausschusses.